# 영사기

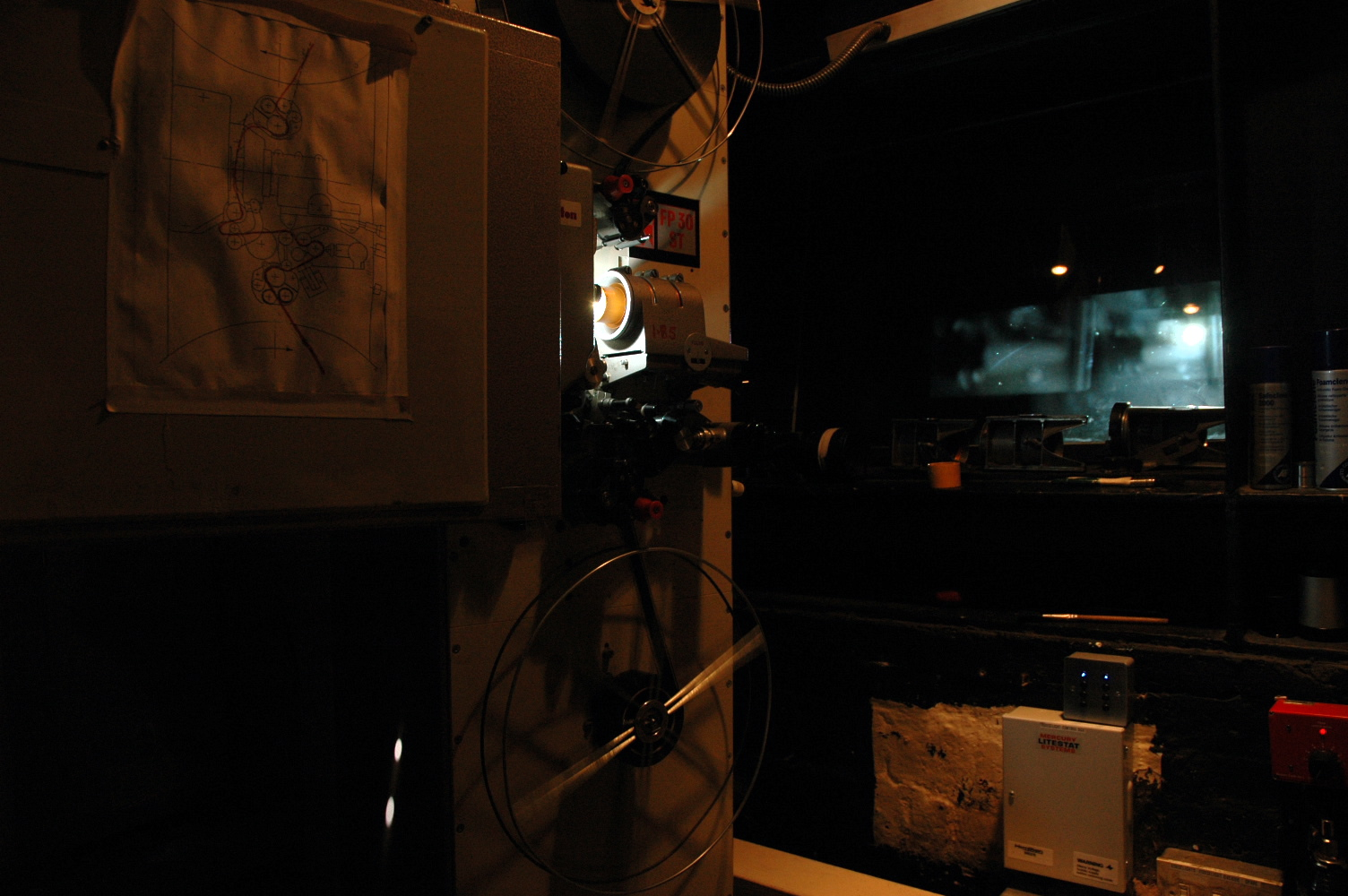
작동 중인 35 밀리미터 키노톤 영사기.

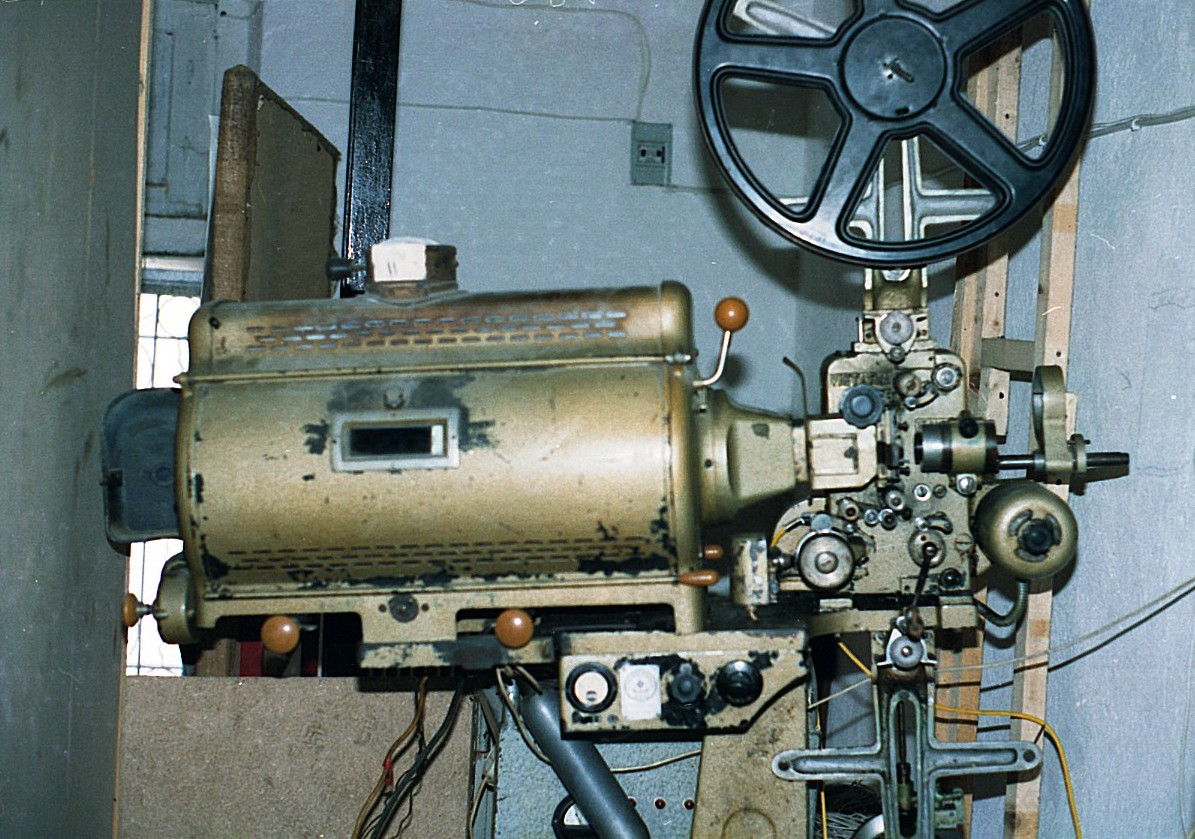
35 밀리미터 영사기.

영사기(映寫機, Movie projector)는 영화 필름 따위를 확대하여 프로젝션 스크린에 비추는 기계를 말한다. 조명, 소리 장치를 제외한 대부분의 광학적, 기계적 요소들은 아직도 영화 카메라 안에 존재한다.

## 역사
최초의 영사기는 1879년 에드워드 마이브리지가 발명한 주프락시스코프이다.

## 같이 보기
- 프로젝터